# Takeshima Yuji
Yuji Takeshima (sinh ngày 11 tháng 6 năm 1999) là một cầu thủ bóng đá người Nhật Bản.

## Sự nghiệp câu lạc bộ
Yuji Takeshima đã từng chơi cho Ehime FC.